# Robert Jäger
Robert Jäger (* 7. August 1890 in Wien; † 27. Juni 1915 in der Nord-Bukowina) war ein österreichischer Geologe und Paläontologe.

## Leben
Jäger studierte an der Universität Wien Geologie und Paläontologie bei Franz Eduard Suess und Karl Diener. Er arbeitete im Bereich der Mikropaläontologie und der Schichtenkunde des Flysch. Jäger war der Erstbeschreiber der Foraminiferen-Art Plectofrondicularia nodosarioides. 
1914 wurde er zum Kriegsdienst einberufen. Er fiel am 27. Juni 1915.

## Schriften
- Einige neue Fossilfunde im Flysch des Wienerwaldes. In: Verhandlungen der k. k. geologischen Reichsanstalt. 1913, Nr. 4, S. 121–123 (zobodat.at [PDF]).
- Ein Gerölle von eocänem Nummulitenkalk im Miocän bei Leutschach. In: Verhandlungen der k. k. geologischen Reichsanstalt. 1913, Nr. 16, S. 403 (zobodat.at [PDF]).
- Grundzüge einer stratigraphischen Gliederung der Flyschbildungen des Wienerwaldes. In: Mitteilungen der Geologischen Gesellschaft in Wien. Bd. 7 (1914), S. 122–172 (zobodat.at [PDF]).
- Einige Beobachtungen im Alttertiär des südlichen Wienerwaldes. In: Mitteilungen der Geologischen Gesellschaft in Wien. Bd. 7 (1914), S. 313–316 (zobodat.at [PDF]).
- Foraminiferen aus den miocänen Ablagerungen der Windischen Büheln in Steiermark. In: Verhandlungen der k. k. geologischen Reichsanstalt. 1914, Nr. 5, S. 123–141 (zobodat.at [PDF]).